# Padgu
Padgu (en georgiano: ფადგუ; en abjasio: Падгу) es una aldea que pertenece a la parcialmente reconocida República de Abjasia, dentro del distrito de Ochamchire, aunque de iure es parte del municipio de Ochamchire de la República Autónoma de Abjasia de Georgia.

## Geografía
Padgu se encuentra en el valle del río Galidzga, a 26 km de Ochamchire. Las aldea se administra desde el pueblo de Gupi.  